# پاسکال پوتیه
پاسکال پوتیه (فرانسوی: Pascal Potié‎؛ زادهٔ ۱۵ مارس ۱۹۶۴) دوچرخه‌سوار اهل فرانسه است.